# Surduc
Surduc é uma comuna romena localizada no distrito de Sălaj, na região histórica da Crișana (parte da Transilvânia). A comuna possui uma área de 71.42 km² e sua população era de 3835 habitantes segundo o censo de 2007.